# Senegalees honkbalteam

Vlag van Senegal.

Het Senegalees honkbalteam is het nationale honkbalteam van Senegal. Het team vertegenwoordigt Senegal tijdens internationale wedstrijden. Het Senegalees honkbalteam hoort bij de Afrikaanse Honkbal & Softbal Associatie (AHSA).